# Alba García Martín
Alba María García Martín (Bilbao, 22 d'octubre de 1988) és una psicòloga social, activista antiracista i política basca. En 2024 va ser proposada com a candidata a lehendakari per la coalició Sumar Euskadi.
Va ser la coordinadora de SOS Racisme a Biscaia. Forma part de l'associació Big Road per al desenvolupament comunitari al Senegal. Va ser tècnica d'acció institucional de Podem Euskadi entre 2021 i 2024.
Va iniciar la seva trajectòria política a Podem Euskadi l'any 2023, i va exercir de coordinadora de campanya en les eleccions municipals de 2023 per a la coalició Elkarrekin Podemos (Podemos Euskadi, Ezker Anitza-IU, Berdeak-Equo i Aliança Verda). En aquestes eleccions va ser candidata a l'Ajuntament de Bilbao.
El 2024 va ser designada pel partit polític Sumar Mugimendua per a encapçalar la coalició electoral Sumar Euskadi com a candidata a lehendakari en les eleccions al Parlament Basc de 2024.

## Biografia
Es va llicenciar en Psicologia a la Universitat de Deusto (2006-2011). En l'últim curs de la carrera, va ser seleccionada per l'agència Bizkaia Talent per al programa Talentia (2010-2011), i va formar part de la Xarxa Talentia. Posteriorment, va cursar un màster en Psicologia de la Intervenció Social a la Universitat de Deusto.
Està especialitzada en intervenció social. Va treballar durant tres anys en el centre d'acolliment Lagun Artean amb diferents col·lectius. Després va treballar al voltant de deu anys a l'Associació de persones Jubilades de Telefónica com a psicòloga. Va ser la coordinadora de SOS Racisme a Biscaia, com a experta en antiracisme i intervenció social.
L'any 2020 va fundar l'associació Big Road Elkartea, una associació per al desenvolupament comunitari Senegal-Euskadi. També participa en l'activisme feminista. És membre de l'organització feminista feministAlde. També col·labora com a columnista d'opinió amb diversos mitjans, com El Correo, Deia, eldiario.es, El Salto, Naiz, i uns altres.
L'any 2021 va començar a treballar per a Podemos Euskadi a la secretaria d'Acció Institucional, com a tècnica d'acció institucional i com a coordinadora d'acció institucional, de campanyes electorals i de programa electoral, formant part de l'equip de tècnics del partit morat.
El gener de 2024, després de ser proposada pel partit polític Sumar Mugimendua per a encapçalar la coalició Sumar Euskadi com a candidata a lehendakari per a les eleccions al Parlament Basc, va abandonar la seva militància i treball a Podem. El febrer de 2024, va ser presentada com a candidata de la coalició Sumar després de la signatura d'un preacord de coalició amb Ezker Anitza-IU i Berdeak-Equo.

## Trajectòria política

### Podem Euskadi (2023)
L'any 2023, García va fer el pas a la política, com a candidata, de la mà del partit Podemos Euskadi. A les eleccions municipals de 2023, va ser candidata a regidora de l'Ajuntament de Bilbao, amb Ana Viñals com a candidata a alcaldessa.

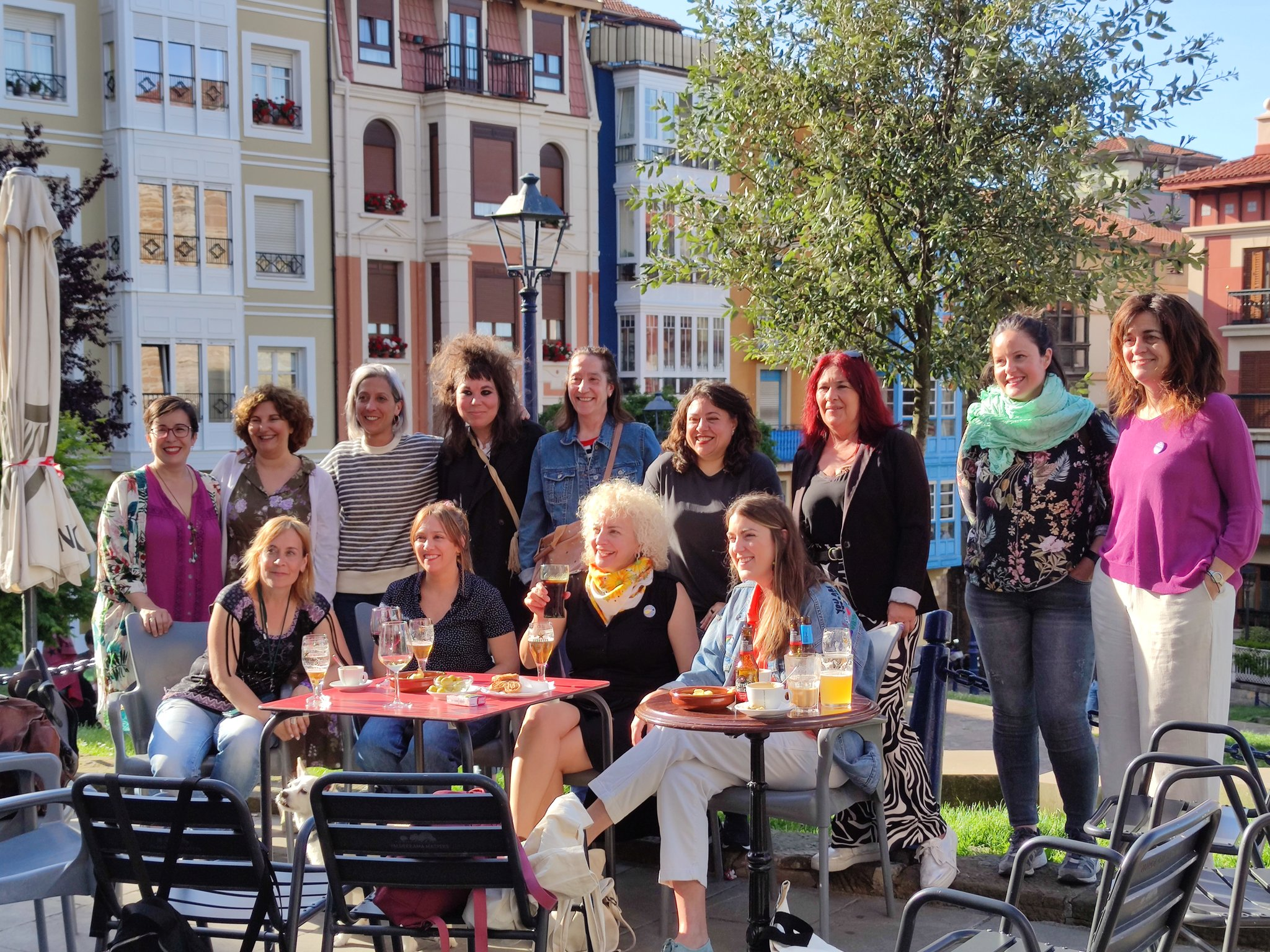
Trobada feminista de Podem Euskadi (Santurtzi, 2023). Entre altres, Paula Amieva, Pilar Garrido, Eneritz de Madariaga, Natalia Rey, Montserrat Roca, Soraya Pereira, Ángela Sevilla, Mariví Eizaguirre, Ainhoa Lopera, Isabel González i Alba García.

A les eleccions a les Juntes Generals del País Basc de 2023 va ser candidata a diputada de les Juntes Generals de Biscaia, per la circumscripció de Bilbao, per la coalició Elkarrekin Bizkaia (Podem, IU, Equo i Aliança Verda), amb Eneritz de Madariaga com a candidata a diputada general de Biscaia. To i això, no va obtenir escó al Parlament foral.

### Sumar Mugimendua (2024)
L'any 2024, García va ser proposada pel partit polític Sumar Mugimendua per a encapçalar la coalició Sumar Euskadi (Sumar Mugimendua, Ezker Anitza i Berdeak Equo) com a candidata a lehendakari per a les eleccions al Parlament Basc de 2024.

## Vida personal
Resideix a Bilbao. Es declara feminista i antiracista.